# Naftenga
Naftenga est une localité située dans le département de Koupéla de la province du Kouritenga dans la région Centre-Est au Burkina Faso. 

## Géographie
La commune est traversée par la route nationale 16.

## Éducation et santé
Le village possède une école primaire publique.